# Umarell
En umarell är en äldre man som betraktar arbeten i det offentliga rummet, exempelvis byggarbetsplatser, vägarbeten, nybyggnad och renoveringar av byggnader.
En umarell står och tittar på arbeten, ofta med händerna knäppta bakom ryggen, och framför oombedda råd eller synpunkter till de arbetande.
Ordet är en modern variant av det emilianska ordet umarel som bokstavligt betyder "liten man". Fenomenets uppmärksammande och popularisering tillskrivs ofta skribenten och författaren Danilo Massotti, som har skrivit böcker om umareller. Det är i synnerhet i Emilia-Romagna, kretsarna Masotti verkar i, som begreppet fått fäste. Staden Bologna har namngivit ett torg i stadsdelen Cyrenaica Piazzetta degli Umarells till umarellernas ära. Böjningen umarells mötte visst motstånd då pluralformen på bolognesisk dialekt blir umarì. Ordet har fått fäste i svenskan och utsågs till ett av årets nyord 2024.